# Squalus clarkae
Squalus clarkae (лат.) — вид акул из семейства катрановых. Обитает в Мексиканском заливе и западной части Атлантического океана. Был описан в 2018 году и назван в честь ихтиолога Юджины Кларк.

## Описание
Длина Squalus clarkae варьируется от 50 до 70 см.
Журнал Live Science охарактеризовал внешний вид акулы как нечто среднее между инопланетянином и персонажем аниме.